# Юринское (сельское поселение)
Юринское — упразднённое муниципальное образование со статусом сельского поселения в Сарапульском районе Удмуртии Российской Федерации.
Административный центр — деревня Юрино.
25 июня 2021 года упразднено в связи с преобразованием муниципального района в муниципальный округ.

## История
Статус и границы сельского поселения установлены Законом Удмуртской Республики от 15 июня 2005 года № 39-РЗ «Об установлении границ муниципальных образований и наделении соответствующим статусом муниципальных образований на территории Сарапульского района Удмуртской Республики».

## Население
| 2010 | 2012 | 2013 | 2014 | 2015 | 2016 | 2017 |
| ---- | ---- | ---- | ---- | ---- | ---- | ---- |
| 668  | ↗670 | ↘665 | ↘628 | ↘622 | ↘616 | ↗617 |
| 2018 | 2019 | 2020 |      |      |      |      |
| ↘597 | ↘587 | ↘580 |      |      |      |      |

## Состав сельского поселения
| № | Населённый пункт | Тип населённого пункта          | Население |
| - | ---------------- | ------------------------------- | --------- |
| 1 | Выезд            | село                            | ↘183      |
| 2 | Юрино            | деревня, административный центр | ↗487      |